# قرار مجلس الأمن التابع للأمم المتحدة رقم 1535
قرار مجلس الأمن التابع للأمم المتحدة 1535، المتخذ بالإجماع في 26 آذار / مارس 2004، بعد إعادة تأكيد القرارات 1373 (2001) و 1377 (2001) و1456 (2003) ، أعاد المجلس هيكلة لجنة مكافحة الإرهاب لتعزيز تنفيذ تدابير مكافحة الإرهاب.

## القرار

### أعمال
وقرر مجلس الأمن أن تتكون اللجنة من «الجلسة العامة» المؤلفة من الدول الأعضاء في مجلس الأمن، بمساعدة المديرية التنفيذية للجنة مكافحة الإرهاب باعتبارها بعثة سياسية خاصة لها ولاية أولية حتى 31 كانون الأول (ديسمبر) 2007. وستكون المديرية التنفيذية مسؤولة عن ضمان متابعة جميع قرارات اللجنة، وهي : تسهيل تقديم المساعدة للدول من أجل تعزيز تنفيذها للقرار 1373 ؛ والإشراف على جمع كافة المعلومات المناسبة لمتابعة التنفيذ وغيرها.
وأصدر القرار تعليماته إلى المدير التنفيذي للمديرية التنفيذية بأن يقدم خطة للمديرية، طُلب من الرئيس تقديمها إلى مجلس الأمن لإقرارها. واختتم بالتشديد على أهمية الأداء الفعال للجنة وأن تقدم تقارير منتظمة عن التقدم الذي تحرزه.

## روابط خارجية
- نص القرار في undocs.org